# Валіза

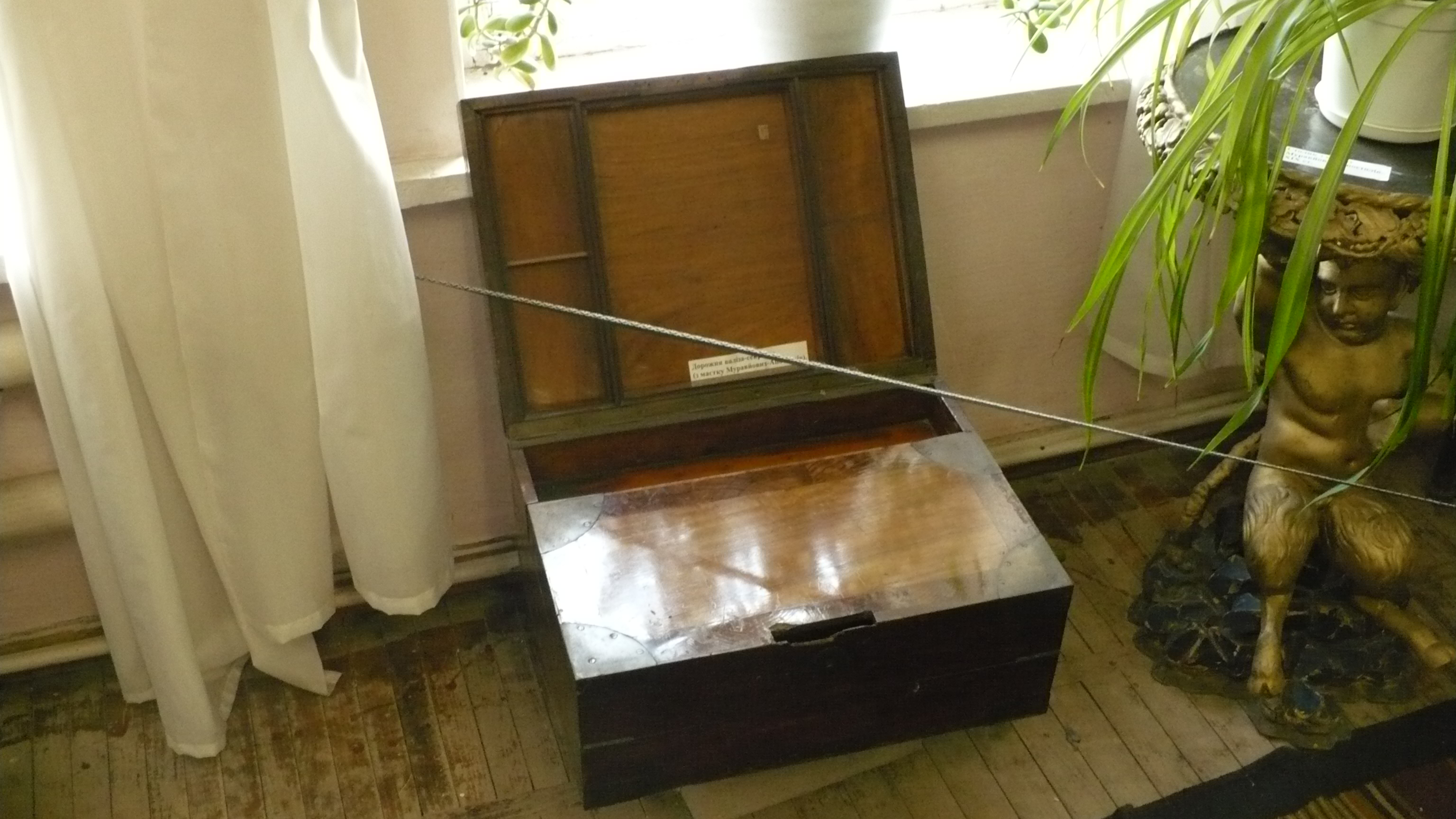
Дорожна валіза сер. XIX ст. з маєтку Муравйових-Апостолів, Миргородський краєзнавчий музей

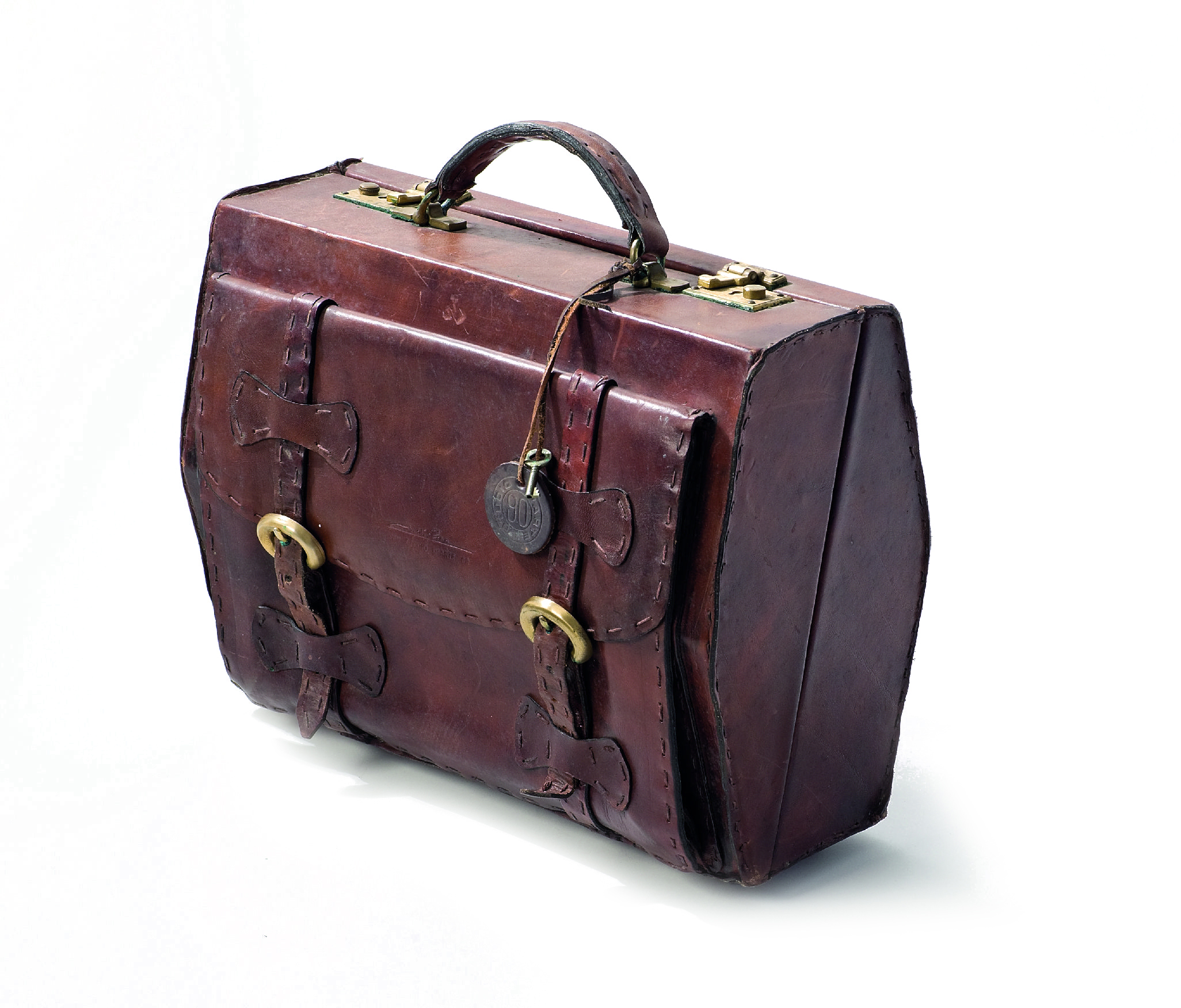
Валіза

Валі́за (від фр. valise через пол. waliza) або чемода́н (від перс. جامه‌دان jâmedân через тур. camadan) — місткість, призначена для перевезення та зберігання багажу. Валіза має одну або більше ручок для переміщення. Деякі валізи мають також колеса, які полегшують транспортування.
Валізи виготовляються із шкіри, синтетичних матеріалів, алюмінію або ж пластмаси.
Значна кількість валіз мають замки, які запобігають відкриттю (випадковому або навмисному).

## Еволюція валіз
Люди з давніх давен використовували різні контейнери для перенесення речей. У середньовіччі подорожні скрині були популярні серед аристократії та купців.Вони були важкими, але надійними.Матеріалом слугували метали. 
З розвитком транспорту в XIX столітті виникла потреба у легших і більш мобільних контейнерах. З’являються перші валізи з тканини та шкіри.

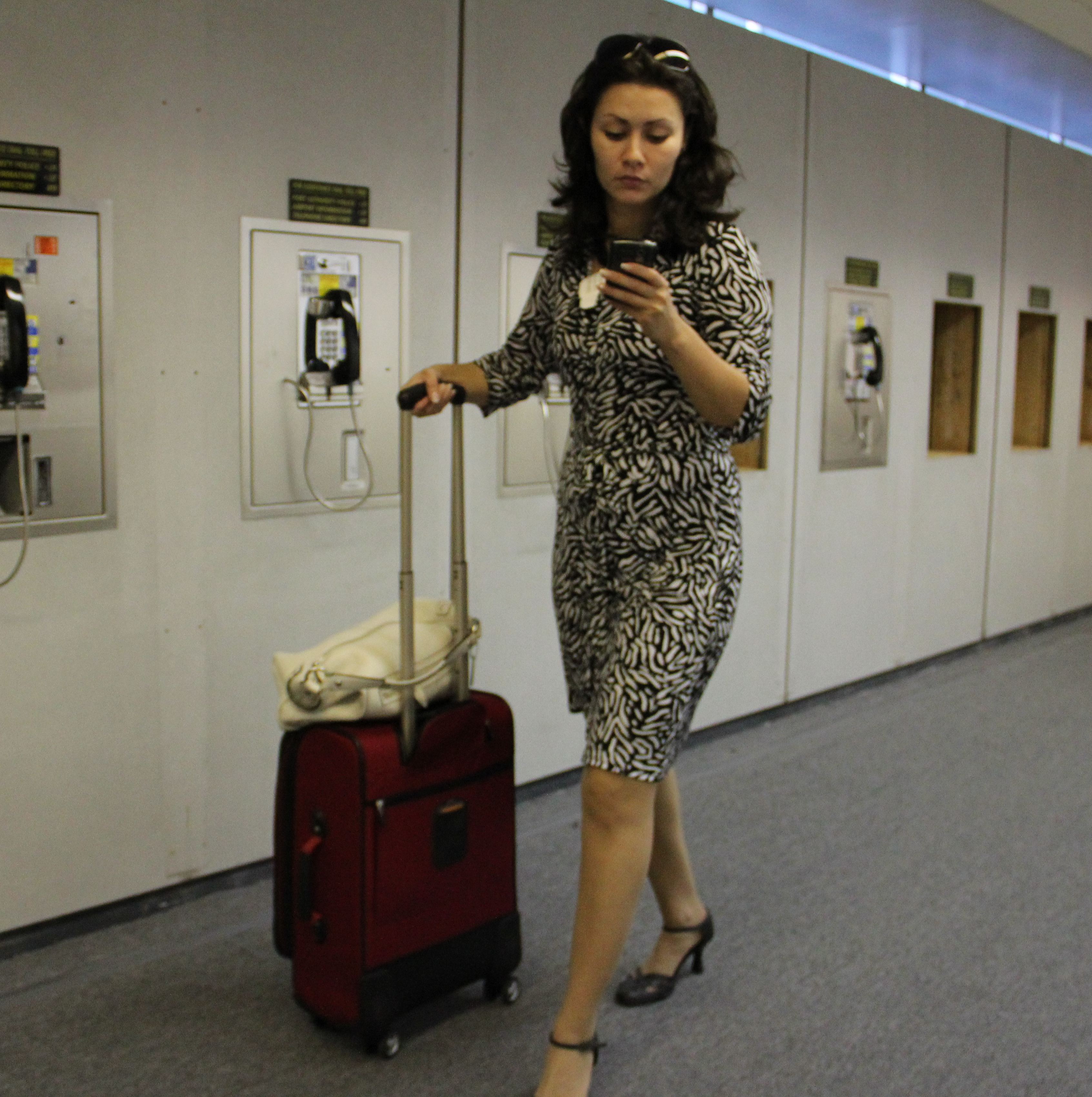
Чемодан із колесами

У 1970 році американський пілот Бернард Садоу  отримав патент на валізу з колесами, яка мала телескопічну ручку.

## Цікві факти
Всесвітньо відомий хімік Д.І.Менделєєв мав хоббі шити валізи.

У різних країнах валізи мали різні назви, наприклад, у Франції XIX століття їх називали “шомоданами” (від французького “chaumode”, що означає “комод”). У Великобританії валізу називали “портманто” (від французького “porte-manteau” — “вішак”).

## Види валіз
- Дорожня валіза
- Аташе-кейс
- Дитяча
- Універсальна
- Валіза - самокат
- Спеціалізована